# Provincia della Bassa Slesia
La provincia della Bassa Slesia (in tedesco: Provinz Niederschlesien) fu una provincia della Prussia dal 1919 al 1945. Tra il 1938 ed il 1941 fu riunita con la Provincia dell'Alta Slesia per ricostituire la Provincia della Slesia. Il capoluogo della Bassa Slesia era Breslavia (Breslau), oggi in Polonia. La provincia era ulteriormente suddivisa in due regioni amministrative (Regierungsbezirke), Breslau e Liegnitz.
La provincia non era congruente con la regione storica della Bassa Slesia, che oggi si estende principalmente in e . La provincia comprendeva anche i distretti dell'Alta Lusazia di Görlitz, Rothenburg e Hoyerswerda ad ovest; questi distretti erano appartenuti al Regno di Sassonia fino al 1815. In aggiunta, la Bassa Slesia comprendeva anche l'ex Contea di Kladsko a sud-est.
La provincia fu sciolta alla fine della seconda guerra mondiale e con l'implementazione della Linea Oder-Neisse nel 1945, l'area ad est del fiume Neiße rimase nella Repubblica Popolare Polacca. La piccola parte occidentale fu incorporata negli stati tedeschi della Sassonia e del Brandeburgo.

## Regioni amministrative[2]

### Regierungsbezirk Breslau

#### Distretti Urbani/Stadtkreise
1. Città di Breslau
2. Città di Brieg
3. Città di Schweidnitz
4. Città di Waldenburg

#### Distretti rurali /Landkreise
1. Landkreis Breslau
2. Landkreis Brieg
3. Landkreis Frankenstein
4. Landkreis Glatz
5. Landkreis Groß Wartenberg
6. Landkreis Guhrau
7. Landkreis Habelschwerdt
8. Landkreis Militsch
9. Landkreis Namslau
10. Landkreis Neumarkt
11. Landkreis Oels
12. Landkreis Ohlau
13. Landkreis Reichenbach (im Eulengebirge)
14. Landkreis Schweidnitz
15. Landkreis Strehlen
16. Landkreis Trebnitz
17. Landkreis Waldenburg
18. Landkreis Wohlau

### Regierungsbezirk Liegnitz

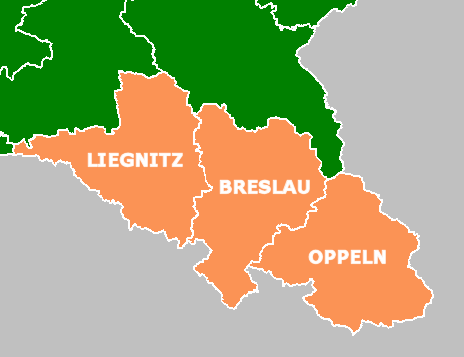
Cartina della Slesia, che mostra la posizione storica della Bassa Slesia (Leignitz), la Media Slesia (Breslau) e l'Alta Slesia (Oppeln).

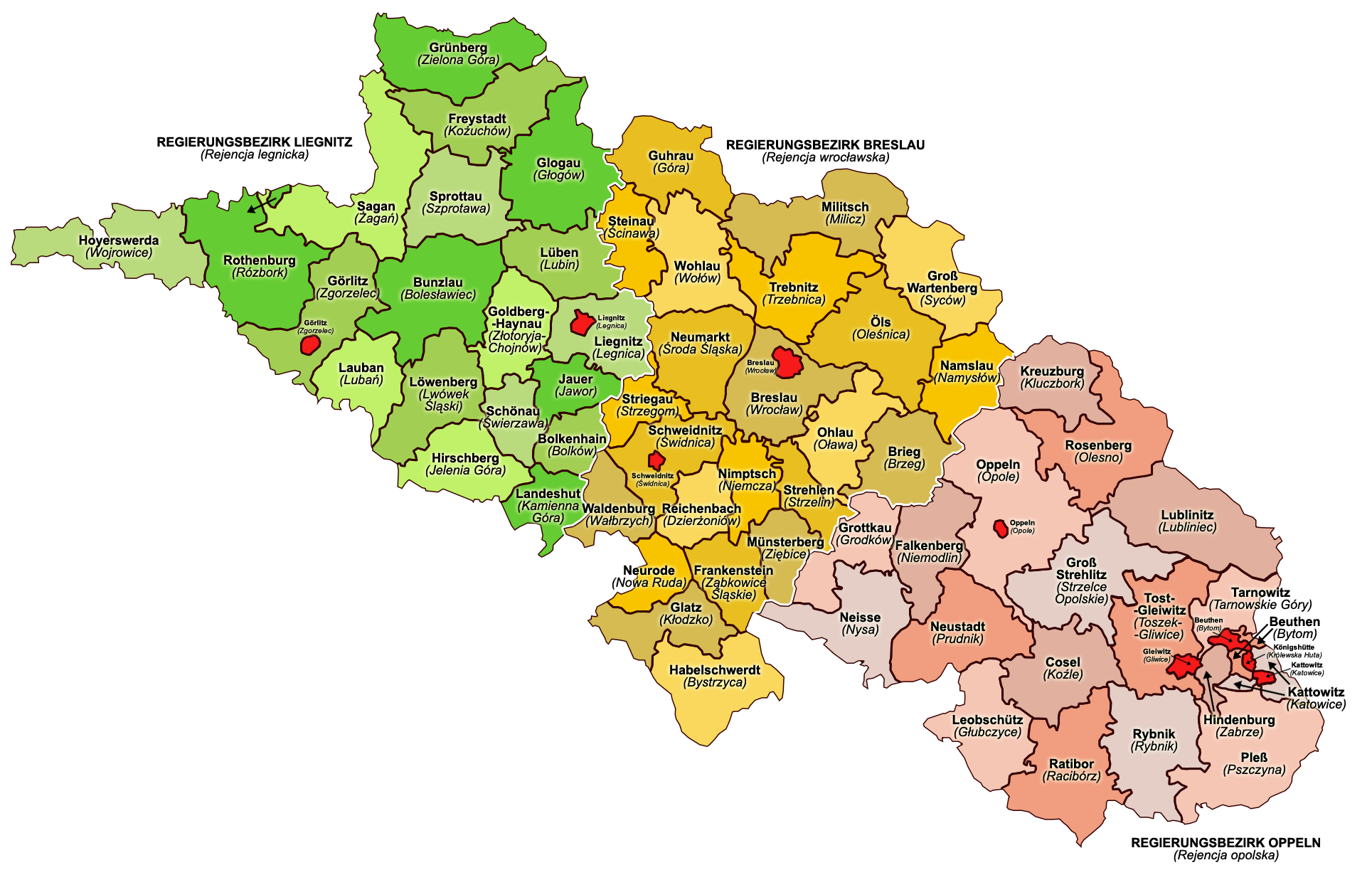
Mappa amministrativa della Slesia del 1905, che mostra la Bassa Slesia in verde, la Media Slesia in giallo e l'Alta Slesia in rosa.

#### Distretti urbani/Stadtkreise
1. Città di Glogau
2. Città di Görlitz
3. Città di Hirschberg im Riesengebirge
4. Città di Liegnitz

#### Distretti rurali /Landkreise
1. Landkreis Bunzlau
2. Landkreis Fraustadt
3. Landkreis Freystadt i. Niederschles.
4. Landkreis Glogau
5. Landkreis Görlitz
6. Landkreis Goldberg
7. Landkreis Grünberg
8. Landkreis Hirschberg
9. Landkreis Hoyerswerda
10. Landkreis Jauer
11. Landkreis Landeshut
12. Landkreis Lauban
13. Landkreis Liegnitz
14. Landkreis Löwenberg
15. Landkreis Lüben
16. Landkreis Rothenburg (Ob. Laus.)
17. Landkreis Sprottau